# Chiesa di San Diego all'Ospedaletto
La chiesa di San Diego all'Ospedaletto, nota anche come San Giuseppe Maggiore,  in origine chiesa di San Gioacchino, è una delle chiese monumentali di Napoli, ubicata in via Medina.
La denominazione San Giuseppe Maggiore deriva dal fatto che a questa chiesa fu attribuito il titolo della chiesa di San Giuseppe Maggiore, ubicata a poca distanza e demolita nel 1934 durante il riassetto urbanistico del rione Carità.

## Storia
La chiesa venne eretta nel 1514 su interessamento di Giovanna Castriota (dei Branai Castriota), dama d'onore della regnante Giovanna III, e dedicata a San Gioacchino.
Nel corso del secolo venne realizzato un ospedale per i poveri gentiluomini e, morta la beneficiaria dell'opera, la chiesa passò ai Frati Minori Osservanti, i quali provvidero ad una radicale ricostruzione nel 1595 e dedicarono la chiesa a San Diego di Alcalá.
Nel 1784 l'interno venne danneggiato da un terremoto e in seguito restaurato; fu ancora seriamente danneggiato dai bombardamenti alleati del 1943.
Durante il Decennio francese il convento fu soppresso e nella chiesa fu insediata la sede parrocchiale, spostata dalla chiesa dei Santi Giuseppe e Cristoforo. Per questo, in alcune carte topografiche cittadine la chiesa è attestata anche come chiesa (rettoria) dei Santi Giuseppe e Cristoforo.

## La chiesa

### La facciata

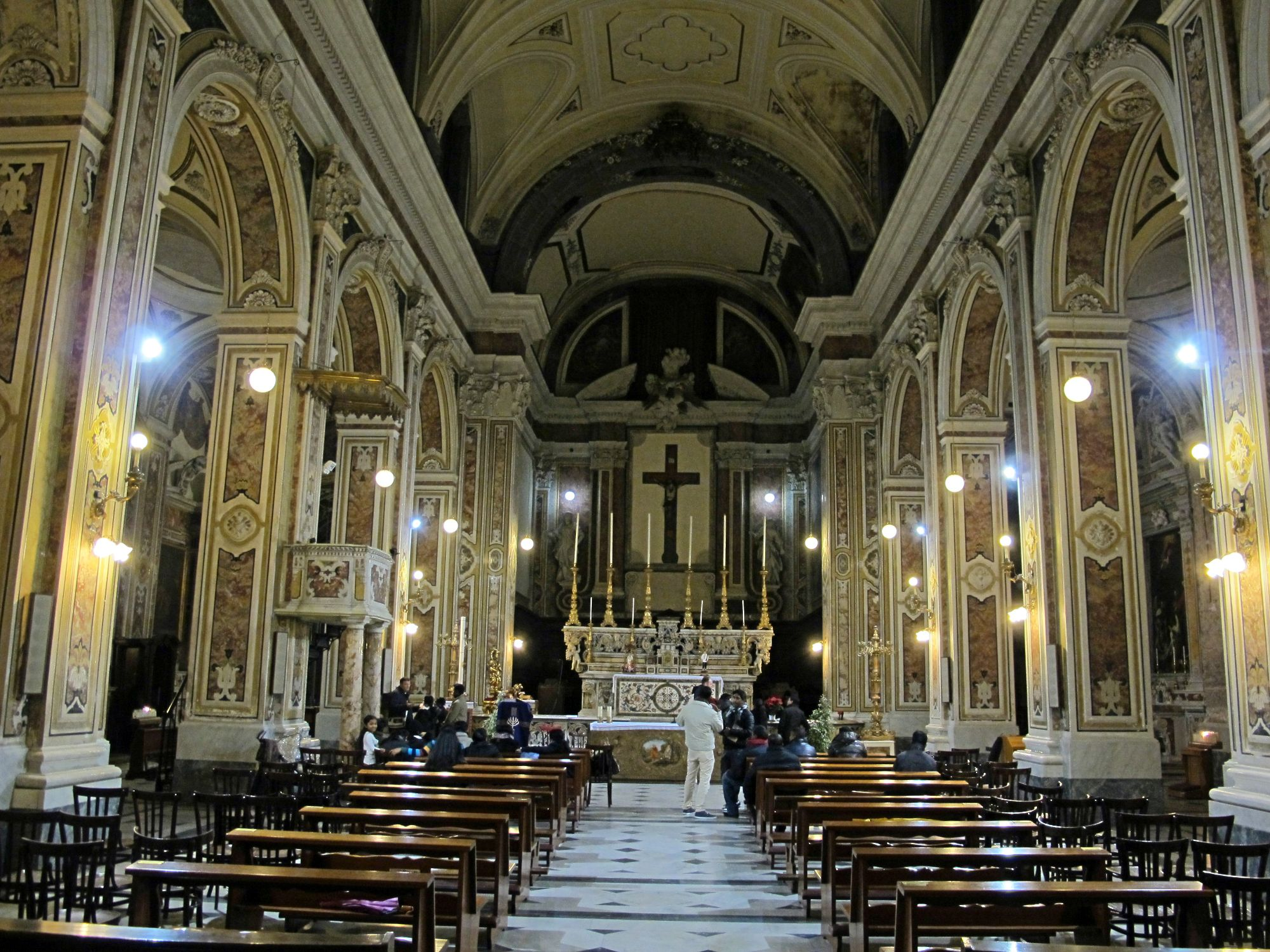
Navata centrale

La facciata è caratterizzata dallo scuro delle membrature in piperno delle lesene tuscaniche e ioniche, delle trabeazioni e del finestrone centrale. I portali sono tutti in stucco e quelli laterali sono sormontati da finestroni polilobati (il portale di destra è murato); quello centrale prosenta un timpano arcuato dove al centro è posta una lapide. In alto, ai lati, ci sono due orologi e i campanili.

### L'interno
Si presenta a tre navate con transetto e abside. In origine presentava decorazioni a fresco di Battistello Caracciolo, Andrea Vaccaro, Massimo Stanzione, pittori formatisi alla scuola del naturalismo caravaggesco.
Dei tre sono sopravvissuti gli affreschi di Battistello Caracciolo, mentre, a causa del terremoto del 1784, sono andate distrutte le opere degli altri due celebri pittori, sostituite da quelle di Angelo Mozzillo e Andrea Mattei (anch'esse perdute, nel 1943). Di Massimo Stanzione si può ammirare il Transito di San Giuseppe, dipinto su tela, nell'ultima cappella a destra.
In sagrestia vi è una tela di Andrea Vaccaro raffigurante Sant'Antonio da Padova. Anche questo ambiente ha subito danni nel terremoto del 1784, perdendo gli affreschi seicenteschi di Michele Ragolia.
L'altare maggiore, in marmi policromi del Settecento venne disegnato da Giovan Battista Nauclerio e realizzato da Giuseppe de Filippo e Giuseppe Massotti. Nella controfacciata vi sono eleganti tombe in marmo dei principi di Piombino, opere di Giacomo Colombo, scolpite nel 1703 su disegno di Francesco Solimena.

## Chiostro
Venne fondato nel 1595 dal religioso Agostino de Cupitis, che utilizzò il denaro offerto dai fedeli per costruire un monastero di forma quadrata, con arcate in piperno e un pozzo al centro.
Successivamente, con la soppressione dell'ordine, i religiosi furono espulsi e il chiostro fu destinato a officina di auto militari e infine in caserma di polizia.